# Daredevil: Born Again
Pour les articles homonymes, voir Daredevil (homonymie).
Votre fidèle serviteur Spider-Man Ironheart
Daredevil: Born Again est une série télévisée américaine, créée par Matt Corman, Chris Ord, Dario Scardapane et diffusée depuis le 4 mars 2025 sur Disney+. Elle fait partie de l'univers cinématographique de Marvel Studios et de sa cinquième phase. Elle est annoncée par Kevin Feige au San Diego Comic-Con, en 2022.
La série sert de suite aux séries Daredevil (2015-2018), Hawkeye (2021) et Echo (2024). Il s'agit de la 26e série de l'Univers cinématographique Marvel et de la 12e série développée par Marvel Studios. Elle est composée de deux saisons.
La première saison est créée originellement par Matt Corman et Chris Ord, puis dirigée par Dario Scardapane (en) et réalisée par Justin Benson et Aaron Moorhead. Il s'agit de la 14e instance de la Phase 5 et de la 32e instance de la Saga du Multivers. La seconde saison a été annoncée par Marvel Studios en août 2024 à l'occasion de la D23.
On retrouve au casting Charlie Cox dans le rôle de Matt Murdock / Daredevil, Vincent D'Onofrio dans le rôle de Wilson Fisk/Caïd,, Margarita Levieva dans le rôle de Heather Glenn, Deborah Ann Woll dans le rôle de Karen Page, Elden Henson dans le rôle de Foggy Nelson, Zabryna Guevara dans le rôle de Sheila Rivera, Nikki M. James dans le rôle de Kirsten McDuffie, Genneya Walton dans le rôle de BB Urich, Arty Froushan dans le rôle de Buck Cashman, Clark Johnson dans le rôle de Cherry, Michael Gandolfini dans le rôle de Daniel Blake, Ayelet Zurer dans le rôle de Vanessa Fisk (en) et Jon Bernthal dans le rôle de Frank Castle/Punisher.

## Synopsis
Matt Murdock, un avocat aveugle doté de capacités accrues, lutte pour la justice à travers son cabinet juridique, tandis que l'ancien chef de la mafia Wilson Fisk poursuit ses ambitions politiques à New York. Lorsque leurs anciennes identités refont surface, les deux hommes se retrouvent inévitablement en confrontation directe.

## Distribution
Sauf indication contraire, les informations mentionnées dans cette section peuvent être confirmées par la base de données cinématographiques IMDb,  présente dans la section « Liens externes ».

### Acteurs principaux
- Charlie Cox (VF : Sylvain Agaësse) : Matt Murdock / Daredevil
- Vincent D'Onofrio (VF : Thierry Hancisse) : Wilson Fisk / Le Caïd (épisodes 1 à 4 et 6 à 9)
- Margarita Levieva (VF : Ingrid Donnadieu) : Heather Glenn (épisodes 1 à 4 et 6 à 9)
- Deborah Ann Woll (VF : Noémie Orphelin) : Karen Page (épisodes 1, 6 et 9)
- Elden Henson (VF : Franck Lorrain) : Franklin « Foggy » Nelson (épisodes 1 et 6)
- Wilson Bethel (VF : Franck Monsigny) : Benjamin « Dex » Poindexter / Bullseye (épisodes 1, 8 et 9)
- Zabryna Guevara (VF : Daria Levannier) : Sheila Rivera (épisodes 1 à 4 et 6 à 9)
- Nikki M. James (en) (VF : Alice Taurand) : Kirsten McDuffie (épisodes 1 à 4 et 6 à 9)
- Genneya Walton (VF : Jaynelia Coadou) : BB Urich (épisodes 1 à 4 et 6 à 9)
- Arty Froushan (en) (VF : Thibaut Lacour) : Buck Cashman / Bullet (épisodes 1 à 4 et 6 à 9)
- Clark Johnson (VF : Gilles Morvan) : Cherry (épisodes 1 à 3 et 6 à 9)
- Michael Gandolfini (VF : Aurélien Raynal) : Daniel Blake (épisodes 1 à 4 et 6 à 9)
- Kamar de los Reyes (en) (VF : Julien Kramer) : Hector Ayala / White Tiger (épisodes 2 et 3)
- Ayelet Zurer (VF : Françoise Cadol) : Vanessa Fisk (en) (épisodes 1 à 4 et 6 à 9)
- Jon Bernthal (VF : Jérôme Pauwels) : Frank Castle / Le Punisher (épisodes 4 et 9)
- Mohan Kapur (VF : Stefan Godin ; VQ : Louis-Philippe Dandenault) : Yusuf Khan (épisode 5)
- Tony Dalton (VF : Arnaud Léonard) : Jack Duquesne / Swordsman (épisodes 6 à 9)
- Krysten Ritter  : Jessica Jones[4] (saison 2)

Photos des acteurs principaux
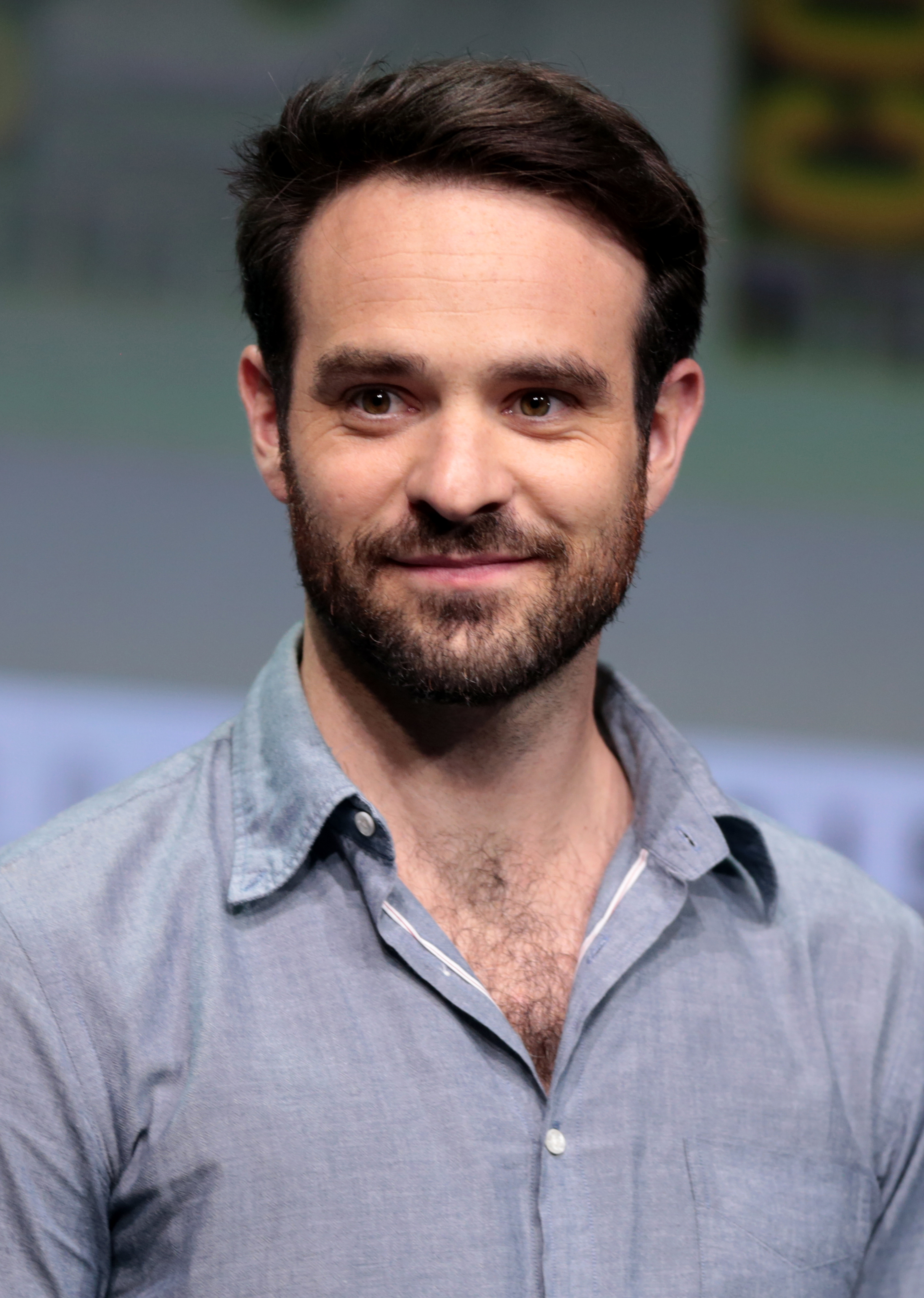
Charlie Cox dans le rôle de Matt Murdock / Daredevil.
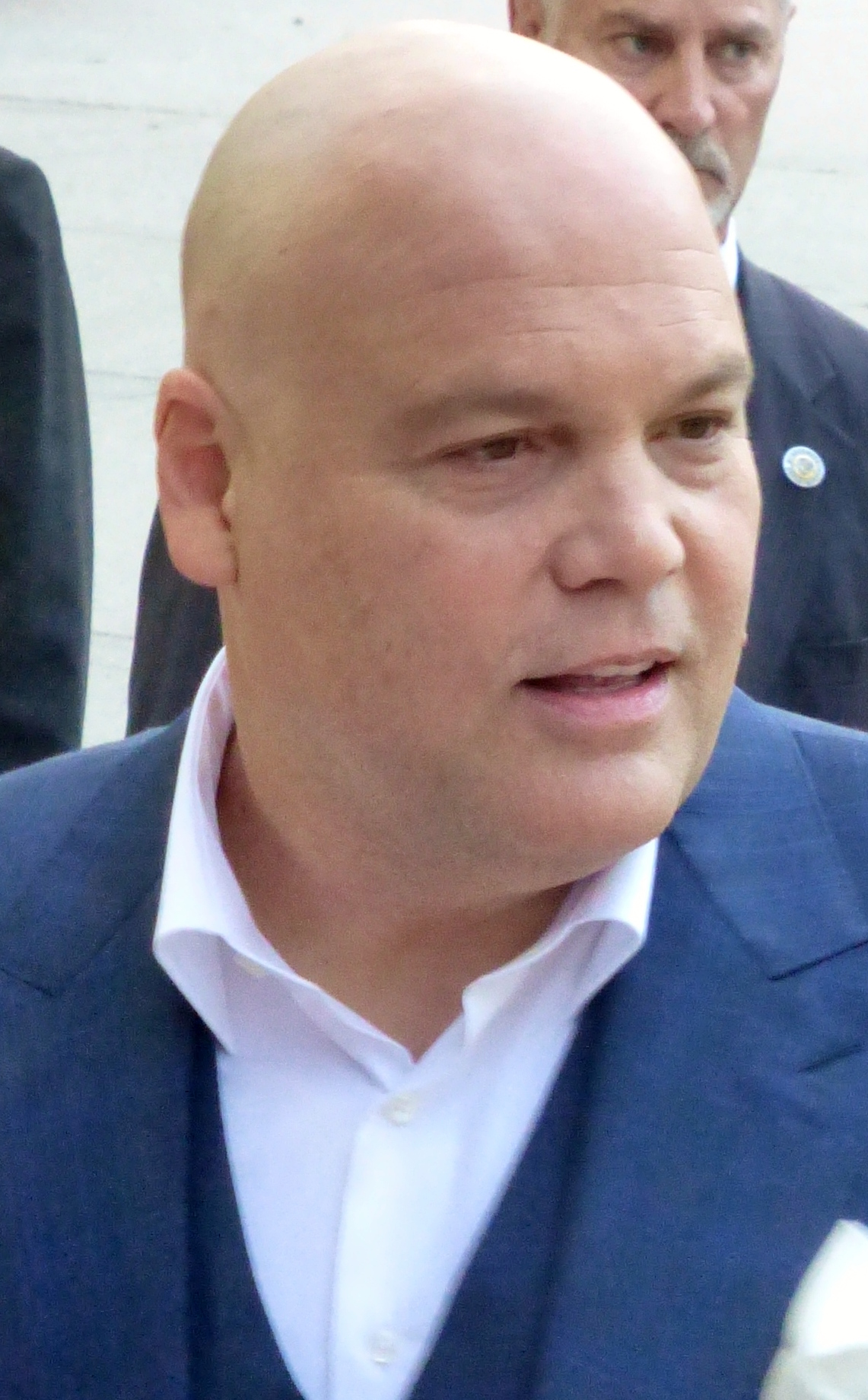
Vincent D'Onofrio dans le rôle de Wilson Fisk / Le Caïd.
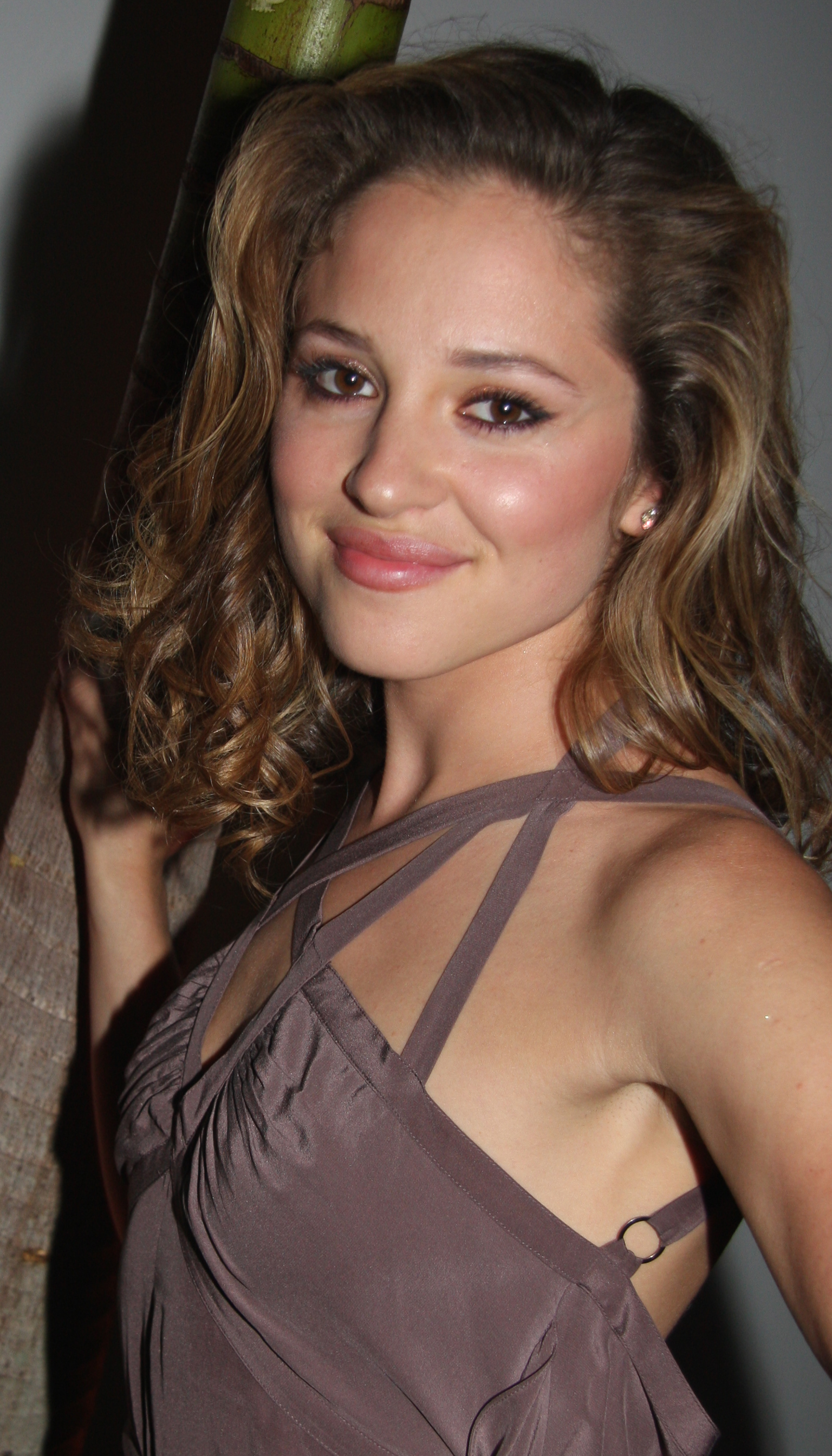
Margarita Levieva dans le rôle de Heather Glenn.
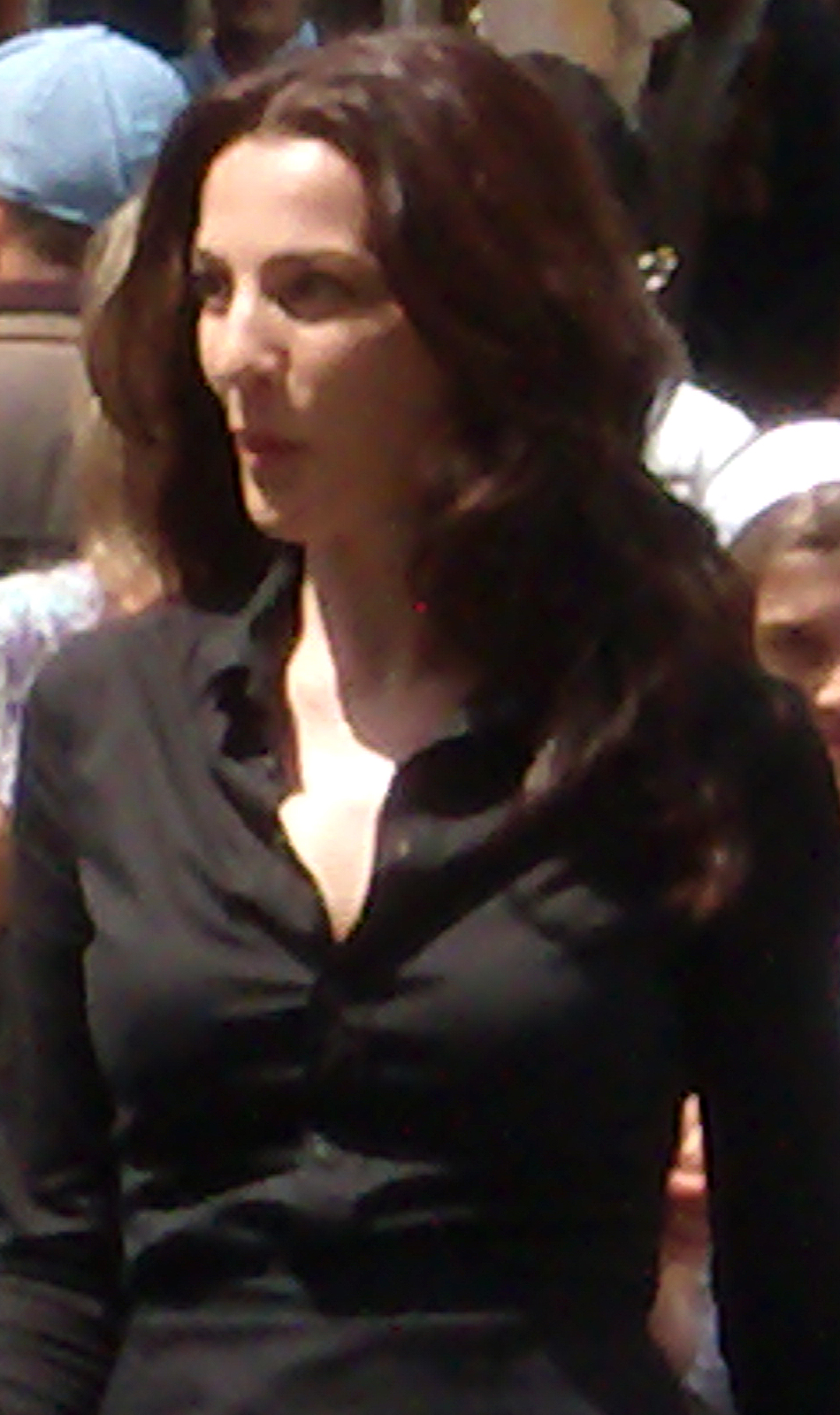
Ayelet Zurer dans le rôle de Vanessa Fisk (en)
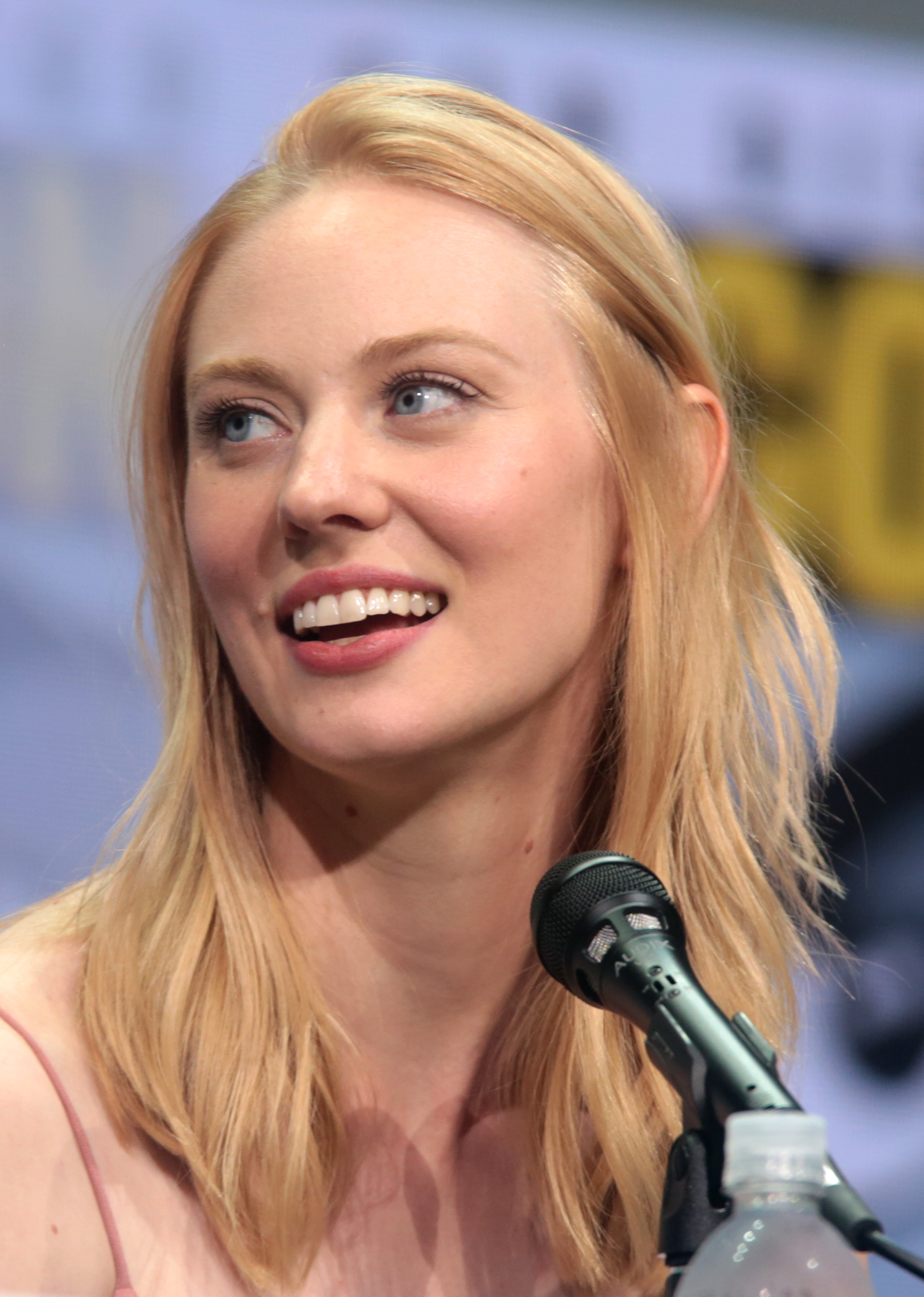
Deborah Ann Woll dans le rôle de Karen Page.
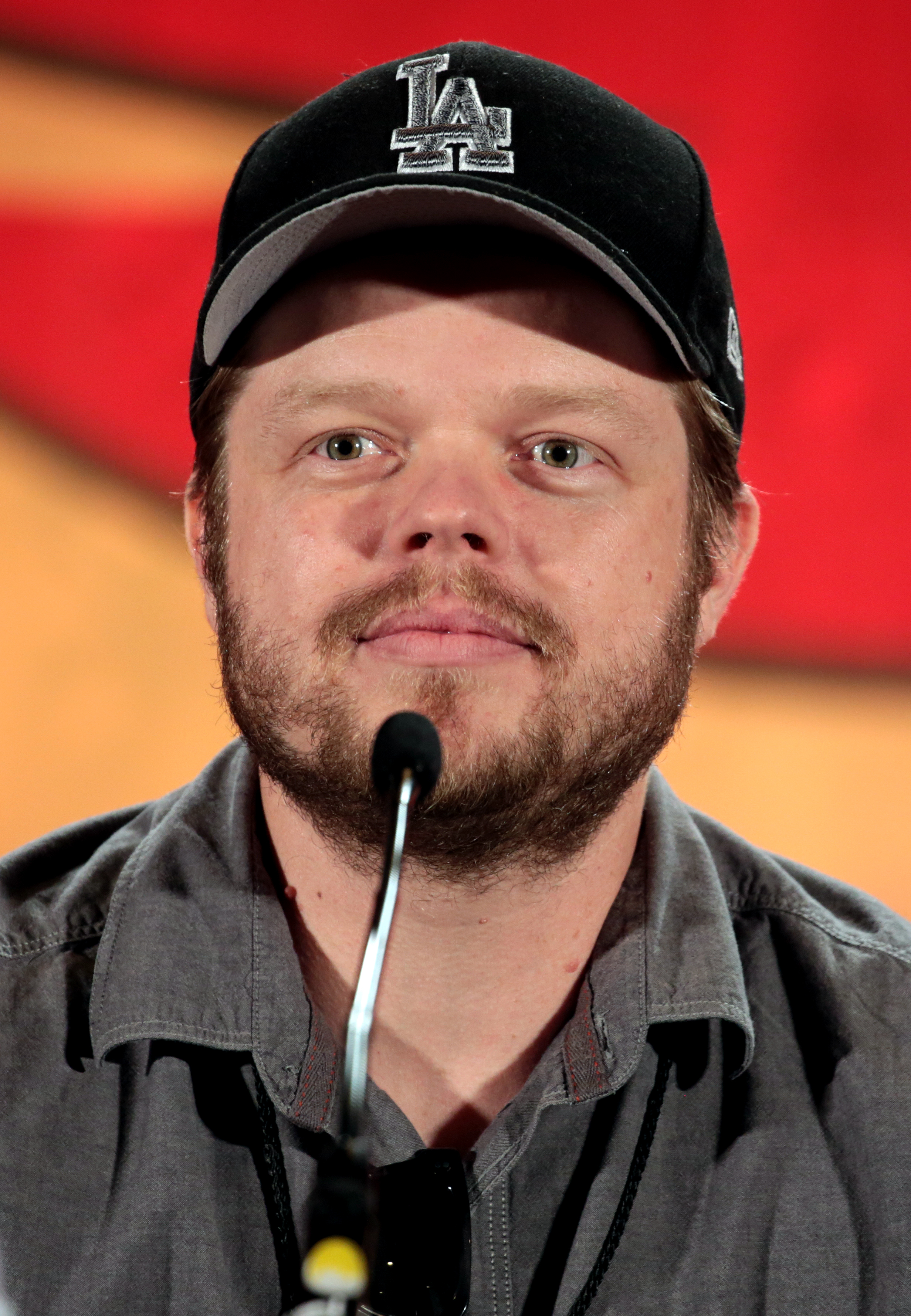
Elden Henson dans le rôle de Franklin « Foggy » Nelson.
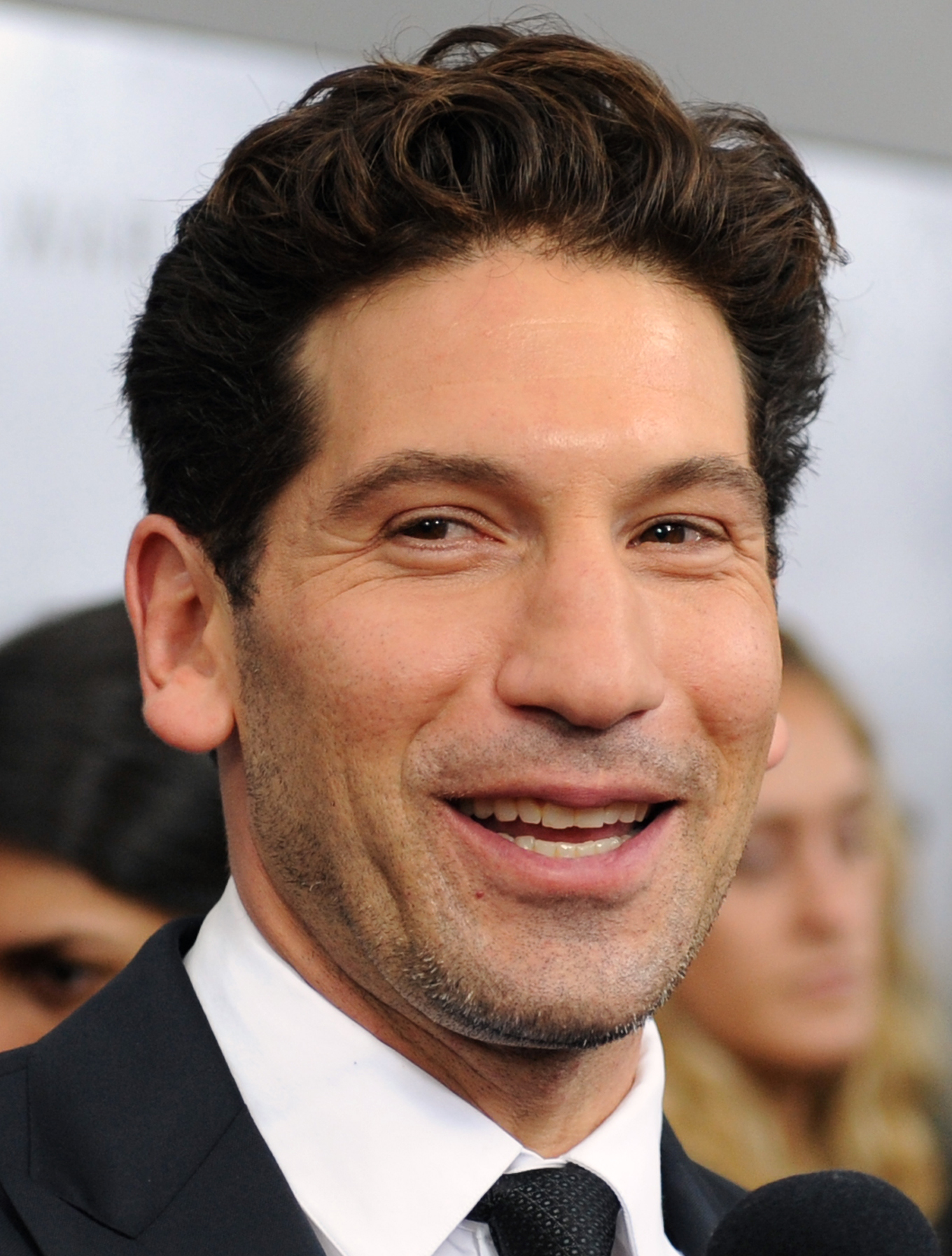
Jon Bernthal dans le rôle de Frank Castle / Le Punisher.
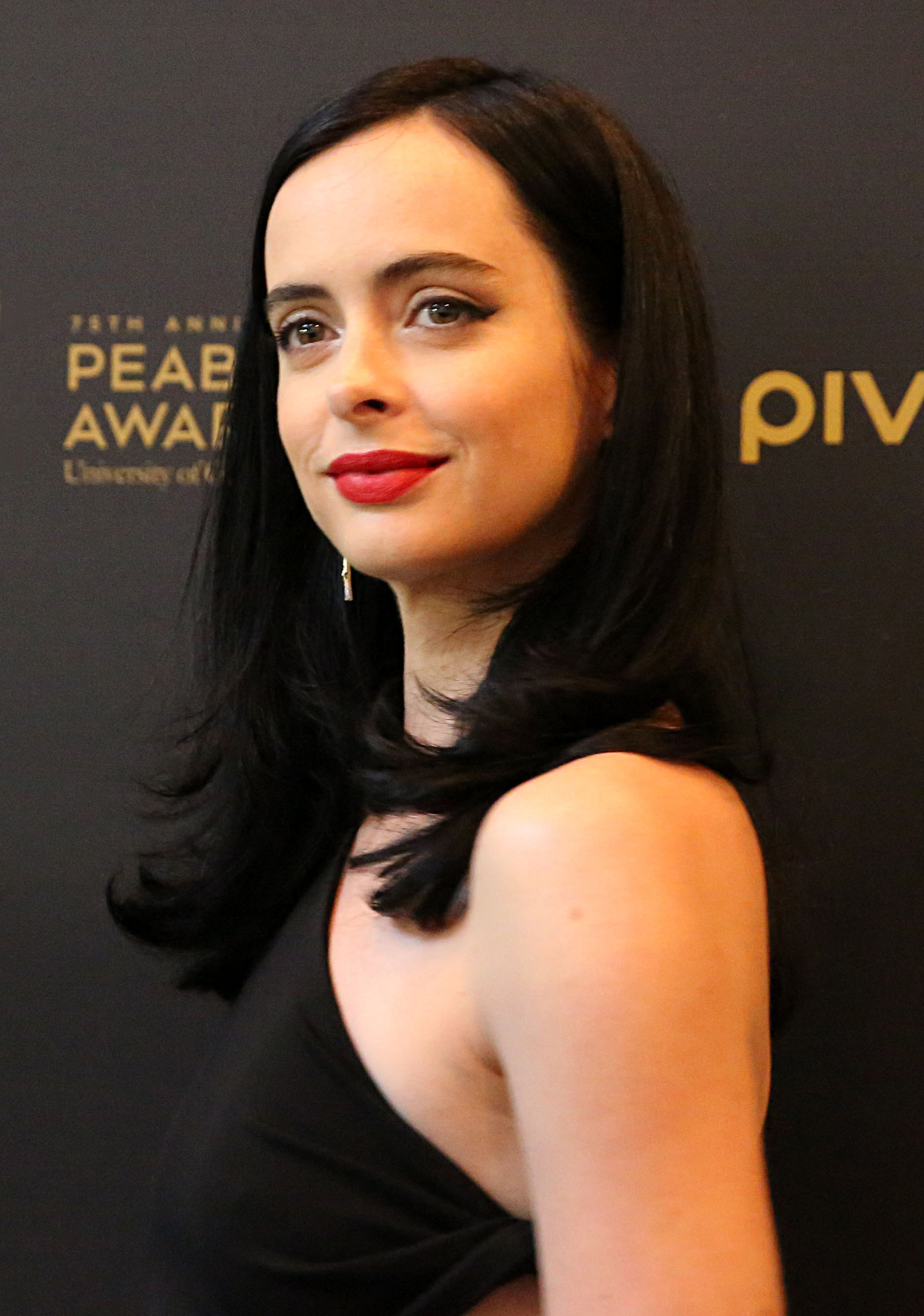
Krysten Ritter dans le rôle de Jessica Jones.

### Acteurs récurrents
- Patrick Murney (en) (VF : Jérémie Bédrune) : Luca (épisodes 1, 3, 6 et 7)
- Cillian O'Sullivan (en) : Devlin (épisodes 1, 3 et 5)
- Gino Anthony Pesi (en) (VF : Charlie Beaubourg) : Viktor (épisodes 1, 3 et 6)
- Ruibo Qian (en) : Angie Kim (épisodes 1, 5 à 7 et 9)
- Victor Verhaeghe : Carlo (épisodes 1, 3 et 6)
- Hamish Allan-Headley : Powell (épisodes 2 à 4 et 6 à 9)
- Hunter Doohan (VF : Clément Moreau) : Bastian Cooper /  Muse (en) (épisodes 2, 4, 6 et 7)
- Michael Gaston (VF : Jean-François Aupied) : le commissaire Gallo (épisodes 2 et 6 à 9)
- John Benjamin Hickey : Benjamin Hochberg (épisodes 2 et 3)
- Charlie Hudson III (VF : Baptiste Marc) : Leroy Bradford (épisodes 2 et 4)
- Andrew Polk : Juge Fitzgerald « Jerry » Cooper (épisodes 2 et 3)
- Johnny M. Wu : Forrest Tam (épisodes 2 et 3)
- Elisabeth A. Davis (en) (VF : Julie Turin) : Sofija Ozola (épisode 4)
- Lou Taylor Pucci (VF : Philippe Valmont) : Adam (épisodes 4, 6 et 8)
- Camila Rodriguez (VF : Lisa Caruso) : Angela del Toro (épisodes 4, 6, 7 et 9)
- Annie Hägg : Selene (épisode 5)
- Jimmy Palumbo : Johnny Santini (épisodes 5 et 6)
- Jeremy Isaiah Earl (en) (VF : Grégory Lerigab) : Cole North (épisodes 6 à 9)
- Daniel Gerroll : Arthur Sledge (épisodes 6, 7 et 9)
- Katherine LaNasa : Artemis Sledge (épisodes 6 à 9)
- Susan Varon (VF : Angélique Rivoux) : Josie (épisodes 1, 8 et 9)
- Pat Kiernan (en) : lui-même (épisode 1)
- Ashley Marie Ortiz : Soledad Ayala (épisodes 2, 3, 6 et 7)
- Nick Jordan : Nicky Torres (épisodes 2 et 3)
- Jefferson Cox : Kel Shanahan (épisode 3 non crédité)
- Cameron Moir : Blue (épisodes 4 et 5)
- Daniela Echevarria (en) : l'officier San Miguel (épisode 4)
- Delphi Harrington : Debra (épisodes 5 et 6)
- Brian D. Cohen : Détective Flynn (épisodes 5 et 7)
- Luis Moco : Ollie (épisodes 8 et 9)

## Production

### Attribution des rôles
Charlie Cox et Vincent D'Onofrio sont les premiers acteurs officialisés à reprendre leurs rôles respectifs lors du San Diego Comic Con en juillet 2022. Les deux avaient déjà fait une apparition dans de précédents projets Marvel (une apparition dans le film Spider-Man: No Way Home et dans la série She-Hulk : Avocate pour Charlie Cox et une apparition dans la série Hawkeye pour Vincent D'Onofrio). Ils ont également tous les deux fait une apparition dans la série Echo dans un rôle principal pour Vincent D'Onofrio et en tant qu'invité pour Charlie Cox.
Margarita Levieva et Michael Gandolfini rejoignent le casting en décembre 2022. Nikki M. James rejoint le casting en janvier 2023.
En mars 2023, il a été annoncé que Jon Bernthal reprendrait son rôle de Frank Castle / Punisher. Genneya Walton, Arty Froushan, Clark Johnson sont officialisés en septembre 2023.
À la suite de la refonte de la série, de nombreux anciens acteurs de la série Netflix reprennent leurs rôles. Deborah Ann Woll et Elden Henson reviennent en tant que Karen Page et Franklin « Foggy » Nelson. Ayelet Zurer reprend son role de Vanessa Fisk (Sandrine Holt était initialement choisie pour la remplacer avant la refonte de la série). Wilson Bethel reprend également son rôle de Bullseye.
Kamar de los Reyes rejoint le casting dans le rôle de Hector Ayala / White Tiger. Mohan Kapur, vu dans la série Miss Marvel revient dans le rôle de Yusuf Khan. Des photos de tournage montrent que Jeremy Earl a été choisi pour jouer le role de Cole North. Taylor Pucci et Harris Yulin rejoignent également le casting. Michael Gaston et Arty Froushan faisaient partie de la distribution, avant la refonte de la série. Arty Froushan aurait eu un rôle majeur qui aurait été un associé de Fisk nommé Harry.

### Tournage
Le tournage débute en mars 2023 à New York mais va connaître une suspension à la suite de la grève des scénaristes et des acteurs qui débute au printemps de la même année,. Pendant cette pause, les scénaristes Chris Ord et Matt Corman sont remerciés par Marvel Studios.
En octobre 2023, Dario Scardapane est engagé comme nouveau showrunner de la série. Ce choix interviendrait après l'implication du producteur Kevin Feige, déçu que la première ébauche de la série proposée par Chris Ord et Matt Corman avait des tonalités artistiques trop éloignées de la série originale proposée par Netflix. Le tournage reprend en janvier 2024.

### Classification du programme
En janvier 2024, Jon Bernthal, l'interprète du Punisher confirme que le caractère extrême et macabre de son personnage sera conservé : « Je pense qu'il y a une raison pour laquelle ce personnage a résonné aussi profondément et fortement dans le cœur et l’esprit des fans de bandes dessinées, des urgentistes, des militaires et des gens du monde entier. Je pense qu’il y a un peu de Frank Castle en chacun de nous. Il existe très fortement en moi et je tiens profondément à ce personnage. Je sais aussi qu’il est absolument essentiel que son retour soit fait correctement, et que nous ayons un véritable respect profond du matériel source et de ce qui fait de Frank ce qu'il est. Je ferai tout mon possible pour m’assurer que nous le ferons correctement,. ».
En été 2024, l'acteur Vincent D'Onofrio portant ses traits à Wilson Fisk affirme que la série sera plus violente que les trois premières saisons diffusées sur la plateforme Netflix : « Il y a des choses dans cette série qui vont bien plus loin que ce que nous avons fait dans la série originale,. »
En septembre 2024, Brad Winderbaum, le responsable du pôle télévision et streaming de Marvel Studios s'exprime à son tour sur la violence du programme et confirme que cette quatrième saison comportera : « certaines des actions les plus brutales [qu'ils aient] jamais apportées à l'écran. Il y a beaucoup d'action viscérale. ». Le mois suivant, il est annoncé que la série conservera sa classification TV-MA (programme inapproprié pour les moins de 17 ans),.

### Fiche technique
Sauf indication contraire, les informations mentionnées dans cette section peuvent être confirmées par la base de données cinématographiques IMDb,  présente dans la section « Liens externes ».
- Titre original : Daredevil: Born Again
- Autres titres francophones :
- Création : Matt Corman, Chris Ord et Dario Scardapane
- Réalisation : Justin Benson, Aaron Moorhead, Michael Cuesta, Jeffrey Nachmanoff, David Boyd
- Scénario : Dario Scardapane, Matt Corman, Chris Ord, Jill Blankenship, David Feige, Jesse Wigutow, Grainne Godfree, Thomas Wong, Heather Bellson
- Musique : The Newton Brothers
- Direction artistique :
- Décors :
- Costumes :
- Photographie :
- Montage :
- Casting :
- Production :
- Sociétés de production :
- Sociétés de distribution :
- Budget :
- Pays de production :  États-Unis
- Langue originale : anglais
- Format : couleur
- Genre : super-héros
- Nombre de saisons : 1
- Nombre d'épisodes : 9
- Durée : 42 à 61 minutes
- Date de première diffusion :
  - Monde : 4 mars 2025 sur Disney+
- Classification : TV-MA,  Déconseillé aux moins de 18 ans

## Épisodes

### Première saison (2025)
La première saison qui comporte neuf épisodes est diffusée à partir du 4 mars 2025 sur la plateforme de SVOD Disney+. Elle fait partie de la phase 5 de l'univers cinématographique Marvel.
La première saison est composée de neuf épisodes et la seconde de huit épisodes. Avant l'annonce de la deuxième saison, la série devait être en deux parties de neuf épisodes,.
1. Une demi-heure au Paradis (Heaven's Half Hour)
2. Images (Optics)
3. Au creux de sa main (The Hollow of His Hand)
4. Toujours le système (Sic Semper Systema)
5. Dommages et intérêts (With Interest)
6. Méthodes excessives (Excessive Force)
7. L'art pour l'art (Art for Art’s Sake)
8. L'Île de la joie (Isle of Joy)
9. Aller simple pour l'Enfer (Straight to Hell)

### Seconde saison (2026)
La seconde saison sera diffusée en mars 2026. Elle sera composée de 8 épisodes.

## Épisode dérivé
En février 2025, il est révélé qu'un Marvel Special Presentation dédié au personnage du Punisher est en production pour une sortie sur la plateforme Disney+ en 2026,. L'acteur Jon Bernthal reprendra le rôle-titre en plus d'être l'un des scénaristes du projet.
Brad Winderbaum, le responsable du pôle télévision et streaming de Marvel Studios décrit le scénario du programme comme : « un coup de fusil narratif, mêlant violence et émotions profondes ». L'idée lui serait venue pendant le tournage des épisodes de la série Daredevil : Born Again où le Punisher apparait. Il déclare : « Bernthal apporte une contribution incroyable à tous les rôles qu'il joue, et en particulier à Frank Castle. Et c'est un excellent scénariste. Il connaît le personnage par cœur. J'adore aussi Punisher, mais j'aime particulièrement le Punisher de Jon. L'idée qu'il soit dans le MCU et qu'il puisse apporter cela à ce vaste univers, et en particulier aux personnages plus terre à terre, est une opportunité énorme et, en tant que fan, la meilleure chose qui soit. ».